# Zemský sněm Gorice a Gradišky
Zemský sněm Gorice a Gradišky byl od roku 1861 existující volený zákonodárný sbor v korunní zemi Gorice a Gradiška v Rakouském císařství, od roku 1867 v Rakousku-Uhersku, existující do roku 1918. Byl jedním ze zemských sněmů Předlitavska. Z hlediska státní správy bylo Okněžněné hrabství Gorice a Gradiška součástí provincie Rakouské přímoří, v níž se dále nalézaly i další dvě korunní země: Terst a Markrabství Istrie se společným místodržícím. 
Zemský sněm v Gorici a Gradišce vznikl roku 1861 společně s dalšími zemskými sněmy v monarchii v rámci přechodu na ústavní formy vlády a zemské samosprávy tak, jak ho nastavila únorová ústava, jíž vydal císař František Josef I. Sněm měl 22 členů. Jako virilista (z titulu své funkce) na něm zasedal arcibiskup Gorice. Zbylých 21 poslanců bylo volených a to ve třech kuriích.
- kurie velkostatkářská volila šest poslanců
- kurie měst a obchodních a živnostenských komor volila sedm poslanců
- kurie ostatních obcí volila osm poslanců

Sněm vydával zákony zemského charakteru a fungoval až do roku 1918, kdy region připadl k Itálii.